# Jüdischer Friedhof (Kuchenheim)

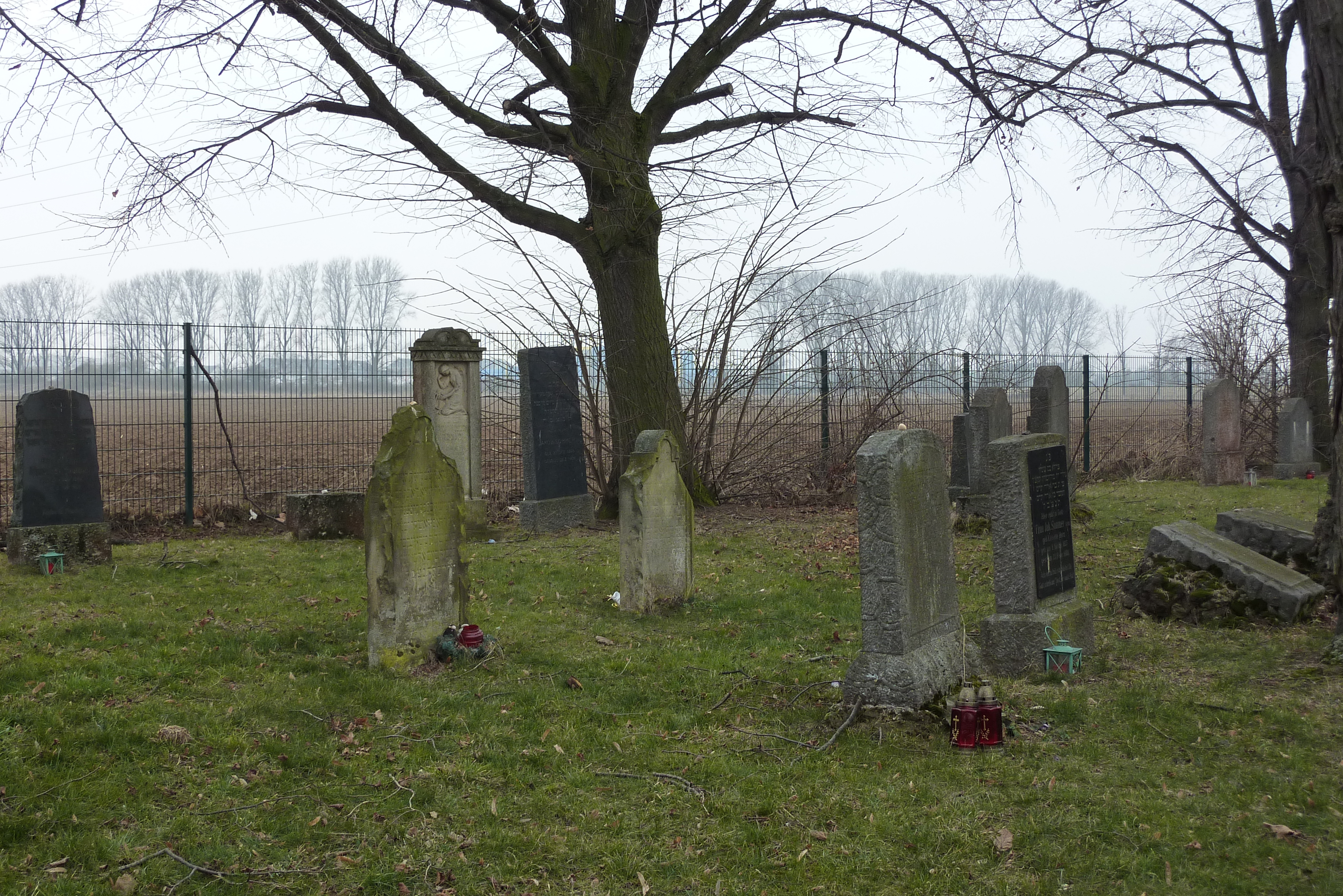
Jüdischer Friedhof Kuchenheim

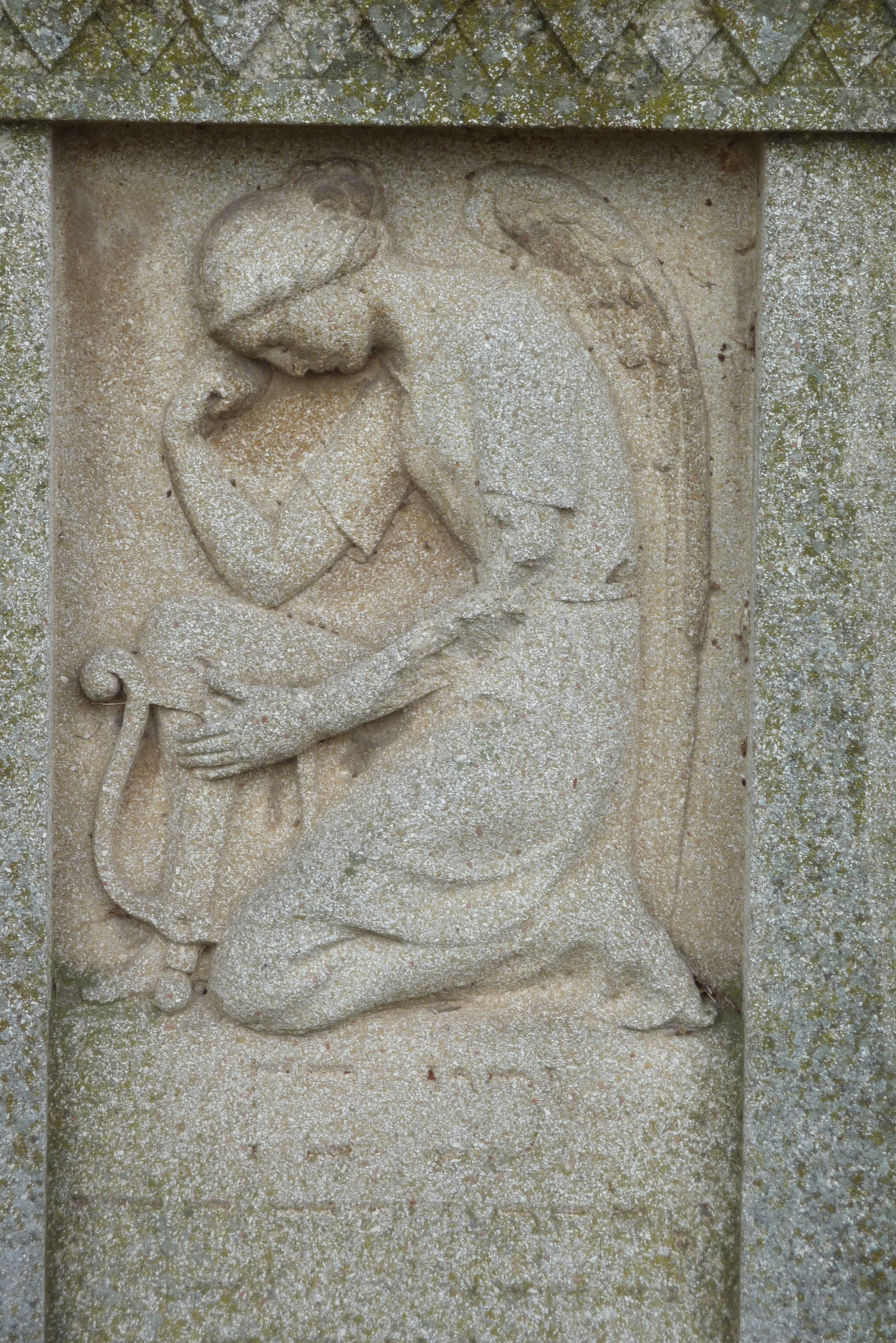
Grabmal auf dem jüdischen Friedhof Kuchenheim; kniender Engel mit Lyra

Der Jüdische Friedhof Kuchenheim ist ein jüdischer Friedhof in Kuchenheim, einem Stadtteil von Euskirchen in Nordrhein-Westfalen. Er liegt links der Straße zwischen Kuchenheim und Euskirchen. Der Friedhof steht seit 1988 auf der Denkmalliste der Stadt Euskirchen.

## Geschichte
Der jüdische Friedhof in Kuchenheim wurde 1775 angelegt und 1888 erweitert. Er ist 902 Quadratmeter groß. Die letzte Bestattung fand 1929 statt und heute sind noch 13 Grabsteine vorhanden.
Während der Zeit des Nationalsozialismus sind zahlreiche Grabsteine verschwunden.